# Banggaikardinal
Banggaikardinal (Pterapogon kauderni) är en kardinalabborrfisk och upptäcktes av Walter Kaudern 1920 vid Banggaiöarna (Sulawesi). Där förekommer den i stora stim. Den blir upptill 8 cm lång och lever av plankton. Banggaikardinalens popularitet som akvariefisk och dess avancerade yngelvård har gjort den till en hotad art. 1933 beskrivs Banggaikardinalen av Frederik Peter Koumans och uppkallas efter sin upptäckare Walter Kaudern.

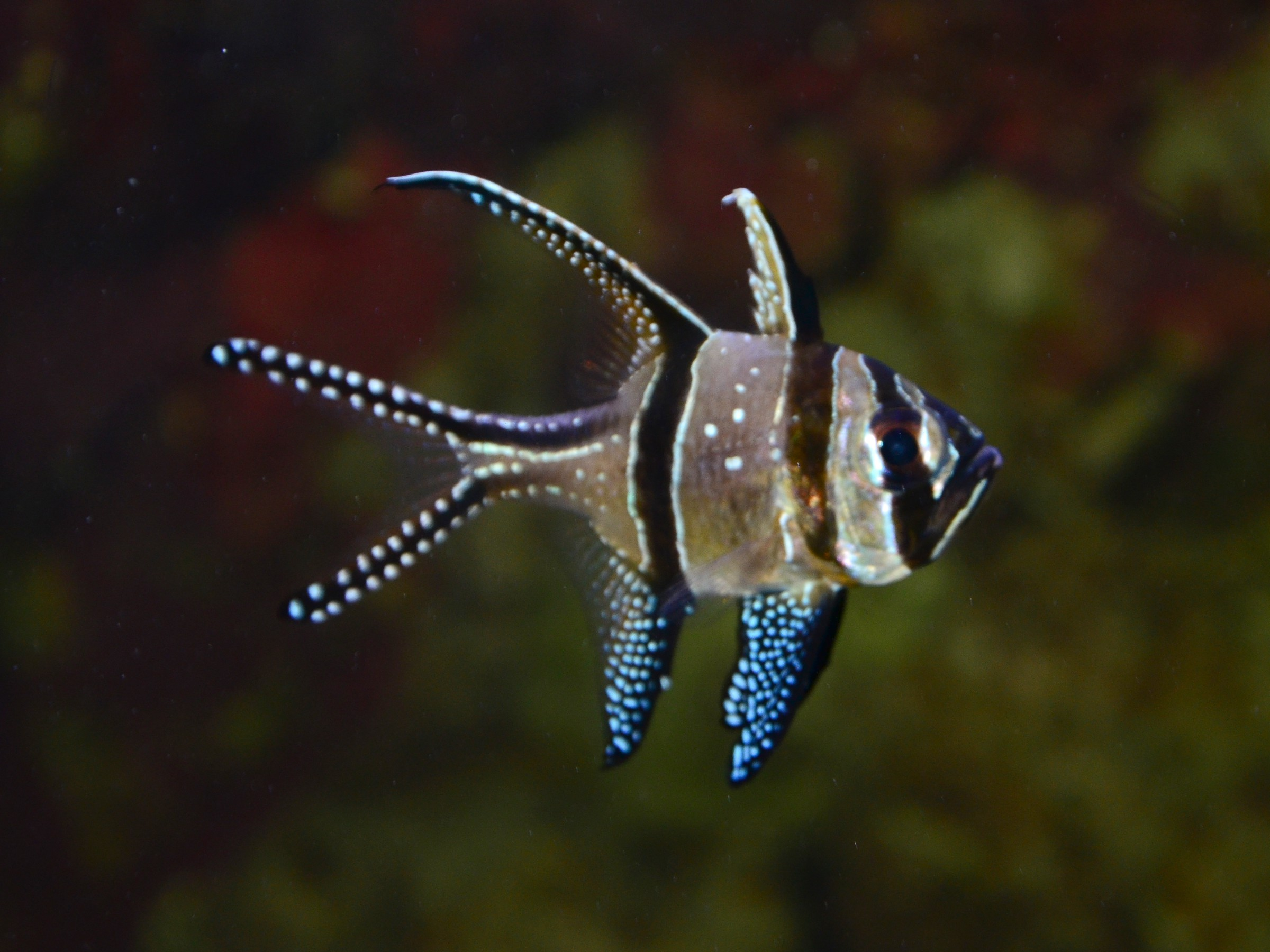
En Banggaikardinal på Aquaria vattenmuseum i Stockholm.